# الرصد بالصدى عند الحيوانات

فيديو متحرك يظهر حوتاً قاتلاً يحدد موقع فريسته عبر الرصد بالصدى، حيث يرسل موجات صوتية إلى محيطه، ثم يتلقَّى ما يرتدُّ منها إليه ليعرف اتجاه الفريسة.

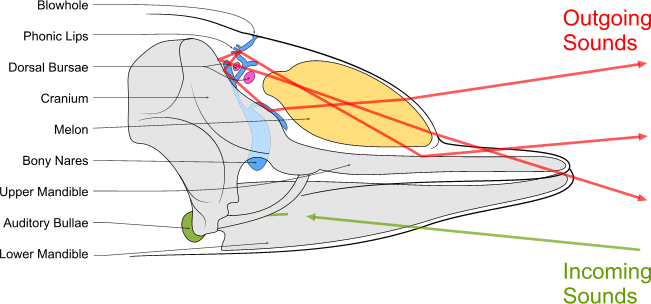
رسم يوضِّح كيفية إرسال الصوت ثم تلقِّيه لتحديد مواقع الأجسام المحيطة عند الحيوانات التي ترصد بالصدى (ويختصُّ هذا الرسم تحديداً بالحيتان المسننة).

الرصد بالصدى أو السونار الحيوي هو سونار طبيعي تستخدمه بعض أنواع الحيوانات للعثور على طرائدها أو التعرُّف على محيطها. في عملية الرصد بالصدى، يقوم الحيوان بإصدار موجات صوتية إلى محيطه، ثم ينتظر صداها حتى يرتدَّ إليه بعد اصطدام الموجات بالأجسام القريبة منه، فيتمكَّن الحيوان من التعرف على هذه الأجسام حتى في الظلام الدامس أو من على المسافات البعيدة. عادة ما تستعمله الحيوانات لتحديد طرق سيرها أو ملاحقة طرائدها خلال الصيد. إلى جانب الحيوانات، يتعلَّم بعض البشر الضريرون استعمال تقنية الرصد بالصدى لمعرفة طريقهم وتجنُّب الاصطدام بالأشياء، حيث يصدرون الصوت بأفواههم أو بأدواتٍ خاصة ويستمعون إلى صداه.
ثمة عدد من الحيوانات المختلفة التي تستعمل تقنية الرصد بالصدى، هي بصورةٍ أساسية من الثدييات إضافةً إلى بعض الطيور، وأبرزها الخفافيش والخفافيش الصغيرة والحيتانيات المُسنَّنة، وكذلك يوجد الرصد بالصدى في أشكال أبسط وأكثر بدائية عند الزباب وجنس روسيتوس من خفافيش الفاكهة ومجموعتان من طيور الكهوف هما السميمة وطائر النفط.

## بداية البحث
كان العالمان الأمريكيَّان دونالد غريفين وروبرت غالامبوس أول من أثبتا بشكلٍ قاطع استعمال حيوان لتقنية الرصد بالصدى، إذ اكتشفا استعمالها عند الخفافيش في عام 1938. رغم ذلك، فإن العالم الإيطالي لادزارو سبالانساني كان قد استنتج منذ القرن الثامن عشر - بناءً على سلسلة من التجارب المفصَّلة - أن الخفافيش تهتدي إلى طريقها باستعمال الصوت، لا بالإبصار. وأما الحيتان المسننة فإن الرصد بالصدى لم يكتشف عندها إلا بعد عقدين من اكتشافه عند الخفافيش، وكان ذلك على يد العالمين شيفل وماك برايد.